# National Volleyball Association 2021
La National Volleyball Association 2021 si è svolta dal 23 aprile all'11 luglio 2021: al torneo hanno partecipato 10 squadre di club statunitensi e la vittoria finale è andata per la prima volta agli OC Stunners. 

## Regolamento

### Formula
Le dieci squadre partecipanti hanno disputato una regular season con un round-robin diviso in tre eventi, nel quale vengono divise in due conference; al termine della prima fase:
- Le prime quattro classificate di ogni conference hanno acceduto, venendo accoppiate col metodo della serpentina, ai play-off scudetto, strutturati in quarti di finale, semifinali, finale per il terzo posto e finale.

Gli eventi 1 e 3 e i play-off scudetto si sono svolti al Pearce Sports Center di San Bernardino, mentre l'evento 2 si è svolto all'Harrah's Atlantic City di Atlantic City.

### Criteri di classifica
Se il risultato finale è stato di 3-0 sono stati assegnati 5 punti alla squadra vincente e 0 a quella sconfitta, se il risultato finale è stato di 3-1 sono stati assegnati 4 punti alla squadra vincente e 1 a quella sconfitta, se il risultato finale è stato di 3-2 sono stati assegnati 3 punti alla squadra vincente e 2 a quella sconfitta.
L'ordine del posizionamento in classifica è stato definito in base a:
- Numero di partite vinte;
- Punti;
- Ratio dei set vinti/persi;
- Ratio dei punti realizzati/subiti;
- Risultati degli scontri diretti;
- Classifica avulsa.

## Squadre partecipanti
Alla NVA 2021 partecipano dieci franchigie statunitensi. 
Rispetto alla precedente edizione, restano nella lega i soli OC Stunners (ex Costa Mesa Stunners), mentre le altre cinque franchigie impegnate nella NVA 2019 (Icemen, Phoenix Ascension, Rising Tide, Team LVC e Team Pineapple) abbandonano la National Volleyball Association per dare vita a una nuova lega, la Volleyball League of America. 
LA NVA dà vita a un rebranding totale con l'affiliazione del Team Freedom e la nascita di sei nuove franchigie: Southern Exposure, Utah Stingers, LA Blaze, Las Vegas Ramblers, Ontario Matadors e Texas Tyrants; tuttavia, a causa della pandemia da Covid-19 l'edizione 2020 della NVA viene prima rinviata e poi sostituita da un mini-torneo, uno showcase, dopo il quale avviene il trasferimento dei Tennessee Tyrants in Texas, ora Texas Tyrants, e la nascita di altre due franchigie di nuova espansione, i Dallas Tornadoes e i Chicago Untouchables.
| Club                 | Stagione | Città            | Stagione precedente                            |
| -------------------- | -------- | ---------------- | ---------------------------------------------- |
| Chicago Untouchables | dettagli | Evergreen Park   | -                                              |
| Dallas Tornadoes     | dettagli | Dallas           | -                                              |
| LA Blaze             | dettagli | Long Beach       | -                                              |
| Las Vegas Ramblers   | dettagli | Las Vegas        | -                                              |
| OC Stunners          | dettagli | Costa Mesa       | 1ª in NVA (West Cost); 3ª ai play-off scudetto |
| Ontario Matadors     | dettagli | Rancho Cucamonga | -                                              |
| Southern Exposure    | dettagli | Gainesville      | -                                              |
| Team Freedom         | dettagli | Fairfield        | -                                              |
| Texas Tyrants        | dettagli | Lewisville       | -                                              |
| Utah Stingers        | dettagli | Provo            | -                                              |

## Impianti
|                                                                           |                                                                               |  |
| Pearce Sports Center Città: San Bernardino Capienza: ? Anno d'apertura: ? | Harrah's Atlantic City Città: Atlantic City Capienza: ? Anno d'apertura: 1980 |  |

## Torneo

### Regular season

#### Risultati
| Evento 1 |                              |     |                                   |
|          |                              |     |                                   |
| 23-04    | Blaze - Untouchables         | 3-2 | 25-18, 25-21, 16-25, 23-25, 15-12 |
| 23-04    | Ramblers - Tyrants           | 3-0 | 25-18, 25-18, 25-16               |
| 23-04    | Team Freedom - Tornadoes     | 3-0 | 25-17, 25-10, 25-19               |
| 23-04    | Southern Exposure - Stunners | 3-0 | 25-23, 25-20, 25-22               |
| 23-04    | Stingers - Matadors          | 3-1 | 20-25, 25-20, 25-20, 25-14        |
| 24-04    | Southern Exposure - Ramblers | 1-3 | 24-26, 25-20, 17-25, 18-25        |
| 24-04    | Stunners - Tyrants           | 1-3 | 25-23, 24-26, 27-29, 19-25        |
| 24-04    | Untouchables - Team Freedom  | 1-3 | 22-25, 25-18, 18-25, 18-25        |
| 24-04    | Stingers - Tornadoes         | 3-0 | 25-15, 25-18, 26-24               |
| 24-04    | Blaze - Matadors             | 1-3 | 20-25, 25-17, 22-25, 22-25        |
| 25-04    | Tyrants - Stingers           | 0-3 | 21-25, 25-27, 22-25               |
| 25-04    | Team Freedom - Stunners      | 3-0 | 25-23, 25-20, 25-19               |
| 25-04    | Tornadoes - Blaze            | 1-3 | 25-22, 21-25, 21-25, 13-25        |
| 25-04    | Ramblers - Untouchables      | 3-0 | 29-27, 27-25, 28-26               |
| 25-04    | Matadors - Southern Exposure | 2-3 | 25-19, 24-26, 29-27, 21-25, 6-15  |

| Evento 2 |                                  |     |                                   |
|          |                                  |     |                                   |
| 28-05    | Tornadoes - Untouchables         | 1-3 | 25-19, 22-25, 22-25, 23-25        |
| 28-05    | Stingers - Ramblers              | 2-3 | 22-25, 19-25, 25-18, 25-19, 13-15 |
| 28-05    | Southern Exposure - Tyrants      | 0-3 | 22-25, 19-25, 23-25               |
| 28-05    | Stunners - Matadors              | 3-0 | 25-21, 25-16, 25-19               |
| 28-05    | Team Freedom - Blaze             | 3-2 | 16-25, 25-19, 22-25, 26-24, 15-13 |
| 29-05    | Tornadoes - Southern Exposure    | 2-3 | 18-25, 25-23, 25-20, 22-25, 14-16 |
| 29-05    | Matadors - Untouchables          | 2-3 | 24-26, 25-22, 25-22, 22-25, 8-15  |
| 29-05    | Stunners - Ramblers              | 3-1 | 25-17, 25-22, 17-25, 25-22        |
| 29-05    | Tyrants - Blaze                  | 3-1 | 25-14, 25-18, 26-28, 25-19        |
| 29-05    | Team Freedom - Stingers          | 3-2 | 18-25, 25-22, 20-25, 25-15, 15-6  |
| 30-05    | Tyrants - Tornadoes              | 3-0 | 25-17, 25-21, 25-14               |
| 30-05    | Untouchables - Southern Exposure | 3-1 | 20-25, 29-27, 25-22, 25-20        |
| 30-05    | Stingers - Stunners              | 3-2 | 23-25, 25-21, 25-22, 25-27, 15-13 |
| 30-05    | Matadors - Team Freedom          | 3-0 | 27-25, 25-20, 25-15               |
| 30-05    | Blaze - Ramblers                 | 0-3 | 15-25, 23-25, 21-25               |

| \| Evento 3 \| \| \| \| \| \| \| \| \| \| 11-06 \| Tyrants - Matadors \| 3-2 \| 23-25, 25-23, 16-25, 25-16, 15-13 \| \| 11-06 \| Tornadoes - Ramblers \| 3-1 \| 26-28, 25-22, 25-20, 25-22 \| \| 11-06 \| Blaze - Stingers \| 0-3 \| 22-25, 23-25, 21-25 \| \| 11-06 \| Southern Exposure - Team Freedom \| 3-2 \| 25-23, 18-25, 25-15, 19-25, 15-12 \| \| 11-06 \| Untouchables - Stunners \| 1-3 \| 12-25, 25-22, 21-25, 17-25 \| \| 12-06 \| Ramblers - Team Freedom \| 3-2 \| 22-25, 25-17, 19-25, 25-21, 15-11 \| \| 12-06 \| Stunners - Blaze \| 3-2 \| 25-21, 25-23, 23-25, 26-28, 15-13 \| \| 12-06 \| Matadors - Tornadoes \| 0-3 \| 24-26, 21-25, 20-25 \| \| 12-06 \| Untouchables - Tyrants \| 0-3 \| 25-27, 20-25, 22-25 \| \| 12-06 \| Stingers - Southern Exposure \| 2-3 \| 30-28, 25-27, 28-30, 29-27, 16-18 \| \| 13-06 \| Team Freedom - Tyrants \| 2-3 \| 20-25, 25-19, 17-25, 25-23, 10-15 \| \| 13-06 \| Stingers - Untouchables \| 3-2 \| 19-25, 25-19, 25-19, 21-25, 15-12 \| \| 13-06 \| Stunners - Tornadoes \| 3-0 \| 25-19, 25-22, 25-18 \| \| 13-06 \| Blaze - Southern Exposure \| 2-3 \| 25-14, 24-26, 25-19, 24-26, 11-15 \| \| 13-06 \| Ramblers - Matadors \| 3-0 \| 25-21, 25-21, 25-22 \| |                                  |     |                                   |
| Evento 3 |                                  |     |                                   |
| |                                  |     |                                   |
| 11-06 | Tyrants - Matadors               | 3-2 | 23-25, 25-23, 16-25, 25-16, 15-13 |
| 11-06 | Tornadoes - Ramblers             | 3-1 | 26-28, 25-22, 25-20, 25-22        |
| 11-06 | Blaze - Stingers                 | 0-3 | 22-25, 23-25, 21-25               |
| 11-06 | Southern Exposure - Team Freedom | 3-2 | 25-23, 18-25, 25-15, 19-25, 15-12 |
| 11-06 | Untouchables - Stunners          | 1-3 | 12-25, 25-22, 21-25, 17-25        |
| 12-06 | Ramblers - Team Freedom          | 3-2 | 22-25, 25-17, 19-25, 25-21, 15-11 |
| 12-06 | Stunners - Blaze                 | 3-2 | 25-21, 25-23, 23-25, 26-28, 15-13 |
| 12-06 | Matadors - Tornadoes             | 0-3 | 24-26, 21-25, 20-25               |
| 12-06 | Untouchables - Tyrants           | 0-3 | 25-27, 20-25, 22-25               |
| 12-06 | Stingers - Southern Exposure     | 2-3 | 30-28, 25-27, 28-30, 29-27, 16-18 |
| 13-06 | Team Freedom - Tyrants           | 2-3 | 20-25, 25-19, 17-25, 25-23, 10-15 |
| 13-06 | Stingers - Untouchables          | 3-2 | 19-25, 25-19, 25-19, 21-25, 15-12 |
| 13-06 | Stunners - Tornadoes             | 3-0 | 25-19, 25-22, 25-18               |
| 13-06 | Blaze - Southern Exposure        | 2-3 | 25-14, 24-26, 25-19, 24-26, 11-15 |
| 13-06 | Ramblers - Matadors              | 3-0 | 25-21, 25-21, 25-22               |

#### Classifica - American Conference
| Pos. | Squadra              | Pt | G | V | P | SV | SP | Ratio | PF | PS | Ratio |
| ---- | -------------------- | -- | - | - | - | -- | -- | ----- | -- | -- | ----- |
| 1    | Las Vegas Ramblers   | 19 | 9 | 7 | 2 | 23 | 11 |       |    |    |       |
| 2    | Texas Tyrants        | 19 | 9 | 7 | 2 | 21 | 12 |       |    |    |       |
| 3    | Utah Stingers        | 19 | 9 | 6 | 3 | 24 | 14 |       |    |    |       |
| 4    | Chicago Untouchables | 10 | 9 | 3 | 6 | 15 | 22 |       |    |    |       |
| 5    | LA Blaze             | 8  | 9 | 2 | 7 | 14 | 24 |       |    |    |       |

      Ammesse ai play-off scudetto.

#### Classifica - National Conference
| Pos. | Squadra           | Pt | G | V | P | SV | SP | Ratio | PF | PS | Ratio |
| ---- | ----------------- | -- | - | - | - | -- | -- | ----- | -- | -- | ----- |
| 1    | Southern Exposure | 13 | 9 | 6 | 3 | 20 | 19 |       |    |    |       |
| 2    | Team Freedom      | 16 | 9 | 5 | 4 | 21 | 17 |       |    |    |       |
| 3    | OC Stunners       | 15 | 9 | 5 | 4 | 18 | 16 |       |    |    |       |
| 4    | Ontario Matadors  | 9  | 9 | 2 | 7 | 13 | 22 |       |    |    |       |
| 5    | Dallas Tornadoes  | 7  | 9 | 2 | 7 | 10 | 22 |       |    |    |       |

      Ammesse ai play-off scudetto.

### Play-off scudetto
|  | Quarti               | Quarti             |                   |               | Semifinale        | Semifinale |  |  | Finale | Finale |
|  |                      |                    |                   |               |                   |            |  |  |        |        |
|  |                      |                    |                   |               |                   |            |  |  |        |        |
|  |                      |                    |                   |               |                   |            |  |  |        |        |
|  | Southern Exposure    | 3                  |                   |               |                   |            |  |  |        |        |
|  | Southern Exposure    | 3                  |                   |               |                   |            |  |  |        |        |
|  | Chicago Untouchables | 2                  |                   |               |                   |            |  |  |        |        |
|  | Chicago Untouchables | 2                  | Southern Exposure | 1             |                   |            |  |  |        |        |
|  |                      |                    | Southern Exposure | 1             |                   |            |  |  |        |        |
|  |                      | OC Stunners        | 3                 |               |                   |            |  |  |        |        |
|  | Texas Tyrants        | OC Stunners        | 3                 | 2             |                   |            |  |  |        |        |
|  | Texas Tyrants        |                    |                   | 2             |                   |            |  |  |        |        |
|  | OC Stunners          | 3                  |                   |               |                   |            |  |  |        |        |
|  | OC Stunners          | 3                  | OC Stunners       | 3             |                   |            |  |  |        |        |
|  |                      |                    | OC Stunners       | 3             |                   |            |  |  |        |        |
|  |                      | Las Vegas Ramblers | 0                 |               |                   |            |  |  |        |        |
|  | Team Freedom         | Las Vegas Ramblers | 0                 | 0             |                   |            |  |  |        |        |
|  | Team Freedom         |                    |                   | 0             |                   |            |  |  |        |        |
|  | Utah Stingers        | 3                  |                   |               |                   |            |  |  |        |        |
|  | Utah Stingers        | 3                  | Utah Stingers     | 0             | 3º posto          | 3º posto   |  |  |        |        |
|  |                      |                    | Utah Stingers     | 0             | 3º posto          | 3º posto   |  |  |        |        |
|  |                      | Las Vegas Ramblers | 3                 |               |                   |            |  |  |        |        |
|  | Las Vegas Ramblers   | Las Vegas Ramblers | 3                 | 3             | Southern Exposure | 0          |  |  |        |        |
|  | Las Vegas Ramblers   |                    |                   | 3             | Southern Exposure | 0          |  |  |        |        |
|  | Ontario Matadors     | 1                  |                   | Utah Stingers | 3                 |            |  |  |        |        |
|  | Ontario Matadors     | 1                  |                   |               | 3                 |            |  |  |        |        |
|  |                      |                    |                   |               |                   |            |  |  |        |        |
|  |                      |                    |                   |               |                   |            |  |  |        |        |

#### Quarti di finale
| \| Gara unica \| \| \| \| \| \| \| \| \| \| 09-07 \| Southern Exposure - Untouchables \| 3-2 \| 20-25, 23-25, 25-23, 25-18, 19-17 \| \| 09-07 \| Tyrants - Stunners \| 2-3 \| 20-25, 25-18, 25-23, 18-25, 10-15 \| \| 09-07 \| Team Freedom - Stingers \| 0-3 \| 26-28, 13-25, 22-25 \| \| 09-07 \| Ramblers - Matadors \| 3-1 \| 25-20, 25-20, 23-25, 25-23 \| |                                  |     |                                   |
| Gara unica |                                  |     |                                   |
| |                                  |     |                                   |
| 09-07 | Southern Exposure - Untouchables | 3-2 | 20-25, 23-25, 25-23, 25-18, 19-17 |
| 09-07 | Tyrants - Stunners               | 2-3 | 20-25, 25-18, 25-23, 18-25, 10-15 |
| 09-07 | Team Freedom - Stingers          | 0-3 | 26-28, 13-25, 22-25               |
| 09-07 | Ramblers - Matadors              | 3-1 | 25-20, 25-20, 23-25, 25-23        |

#### Semifinali
| \| Gara unica \| \| \| \| \| \| \| \| \| \| 10-07 \| Southern Exposure - Stunners \| 1-3 \| 22-25, 21-25, 25-18, 13-25 \| \| 10-07 \| Stingers - Ramblers \| 0-3 \| 18-25, 20-25, 16-25 \| |                              |     |                            |
| Gara unica |                              |     |                            |
| |                              |     |                            |
| 10-07 | Southern Exposure - Stunners | 1-3 | 22-25, 21-25, 25-18, 13-25 |
| 10-07 | Stingers - Ramblers          | 0-3 | 18-25, 20-25, 16-25        |

#### Finale
| \| Gara unica \| \| \| \| \| \| \| \| \| \| 11-07 \| Stunners - Ramblers \| 3-0 \| 25-21, 25-21, 26-24 \| |                     |     |                     |
| Gara unica                                                                                                |                     |     |                     |
| |                     |     |                     |
| 11-07 | Stunners - Ramblers | 3-0 | 25-21, 25-21, 26-24 |

#### Finale 3º posto
| \| Gara unica \| \| \| \| \| \| \| \| \| \| 11-07 \| Southern Exposure - Stingers \| 0-3 \| 14-25, 21-25, 18-25 \| |                              |     |                     |
| Gara unica |                              |     |                     |
| |                              |     |                     |
| 11-07 | Southern Exposure - Stingers | 0-3 | 14-25, 21-25, 18-25 |

## Premi individuali
| Premio                | Nome             | Squadra            |
| --------------------- | ---------------- | ------------------ |
| MVP                   | Corey Chavers    | OC Stunners        |
| Miglior palleggiatore | Michael Keegan   | Las Vegas Ramblers |
| Miglior opposto       | Ryan Mather      | Las Vegas Ramblers |
| Miglior schiacciatore | Brandon Rattray  | Las Vegas Ramblers |
| Miglior schiacciatore | Gianluca Grasso  | Texas Tyrants      |
| Miglior centrale      | Nicholas Amado   | OC Stunners        |
| Miglior centrale      | Timothy Lourich  | Southern Exposure  |
| Miglior libero        | Joshua Ayzenberg | OC Stunners        |

## Statistiche
| Rendimento individuale | Rendimento individuale | Rendimento individuale | Rendimento individuale |
| Pos.                   | Nome                   | Punti                  | Squadra                |
| ---------------------- | ---------------------- | ---------------------- | ---------------------- |
| 1                      | Brandon Rattray        | 270                    | Las Vegas Ramblers     |
| 2                      | Gianluca Grasso        | 163                    | Texas Tyrants          |
| 3                      | Ryan Mather            | 152                    | Las Vegas Ramblers     |
| 4                      | Jorge Mencía           | 144                    | Utah Stingers          |
| 5                      | Jair Santiago          | 129                    | OC Stunners            |
| 6                      | Joseph Norman          | 126                    | Team Freedom           |
| 7                      | Jake Langlois          | 115                    | Utah Stingers          |
| 8                      | Corey Chavers          | 114                    | OC Stunners            |
| 9                      | Tyler Hubbard-Neil     | 109                    | Southern Exposure      |
| 10                     | Travis O'Gorman        | 107                    | LA Blaze               |

| Attacchi vincenti | Attacchi vincenti  | Attacchi vincenti | Attacchi vincenti  |
| Pos.              | Nome               | Punti             | Squadra            |
| ----------------- | ------------------ | ----------------- | ------------------ |
| 1                 | Brandon Rattray    | 228               | Las Vegas Ramblers |
| 2                 | Gianluca Grasso    | 147               | Texas Tyrants      |
| 3                 | Ryan Mather        | 121               | Las Vegas Ramblers |
| 3                 | Jorge Mencía       | 121               | Utah Stingers      |
| 5                 | Joseph Norman      | 104               | Team Freedom       |
| 6                 | Jair Santiago      | 102               | OC Stunners        |
| 6                 | Jake Langlois      | 102               | Utah Stingers      |
| 8                 | Corey Chavers      | 98                | OC Stunners        |
| 9                 | Travis O'Gorman    | 97                | LA Blaze           |
| 10                | Tyler Hubbard-Neil | 94                | Southern Exposure  |

| Muri vincenti | Muri vincenti     | Muri vincenti | Muri vincenti        |
| Pos.          | Nome              | Punti         | Squadra              |
| ------------- | ----------------- | ------------- | -------------------- |
| 1             | Timothy Lourich   | 30            | Southern Exposure    |
| 2             | Matthew Seifert   | 24            | Team Freedom         |
| 3             | Alexander Shmelev | 23            | Utah Stingers        |
| 4             | Paul Bilanzic     | 19            | Chicago Untouchables |
| 4             | Nicholas West     | 19            | OC Stunners          |
| 6             | Nicholas Amado    | 18            | OC Stunners          |
| 6             | Ryan Maune        | 18            | Texas Tyrants        |
| 8             | Ryan Mather       | 17            | Las Vegas Ramblers   |
| 8             | Jorge Mencía      | 17            | Utah Stingers        |
| 8             | Joseph Norman     | 17            | Team Freedom         |
| 8             | Anthony Robinson  | 17            | Texas Tyrants        |

| Battute vincenti | Battute vincenti | Battute vincenti | Battute vincenti     |
| Pos.             | Nome             | Punti            | Squadra              |
| ---------------- | ---------------- | ---------------- | -------------------- |
| 1                | Brandon Rattray  | 28               | Las Vegas Ramblers   |
| 2                | Ian Capp         | 15               | Chicago Untouchables |
| 2                | Jair Santiago    | 15               | OC Stunners          |
| 4                | Ryan Mather      | 14               | Las Vegas Ramblers   |
| 5                | Nicholas West    | 13               | OC Stunners          |
| 6                | Timothy Lourich  | 11               | Southern Exposure    |
| 6                | Chad Mercado     | 11               | Southern Exposure    |
| 8                | Nicholas Amado   | 10               | OC Stunners          |
| 8                | Gianluca Grasso  | 10               | Texas Tyrants        |
| 8                | Michael Keegan   | 10               | Las Vegas Ramblers   |